# Findling Blandow

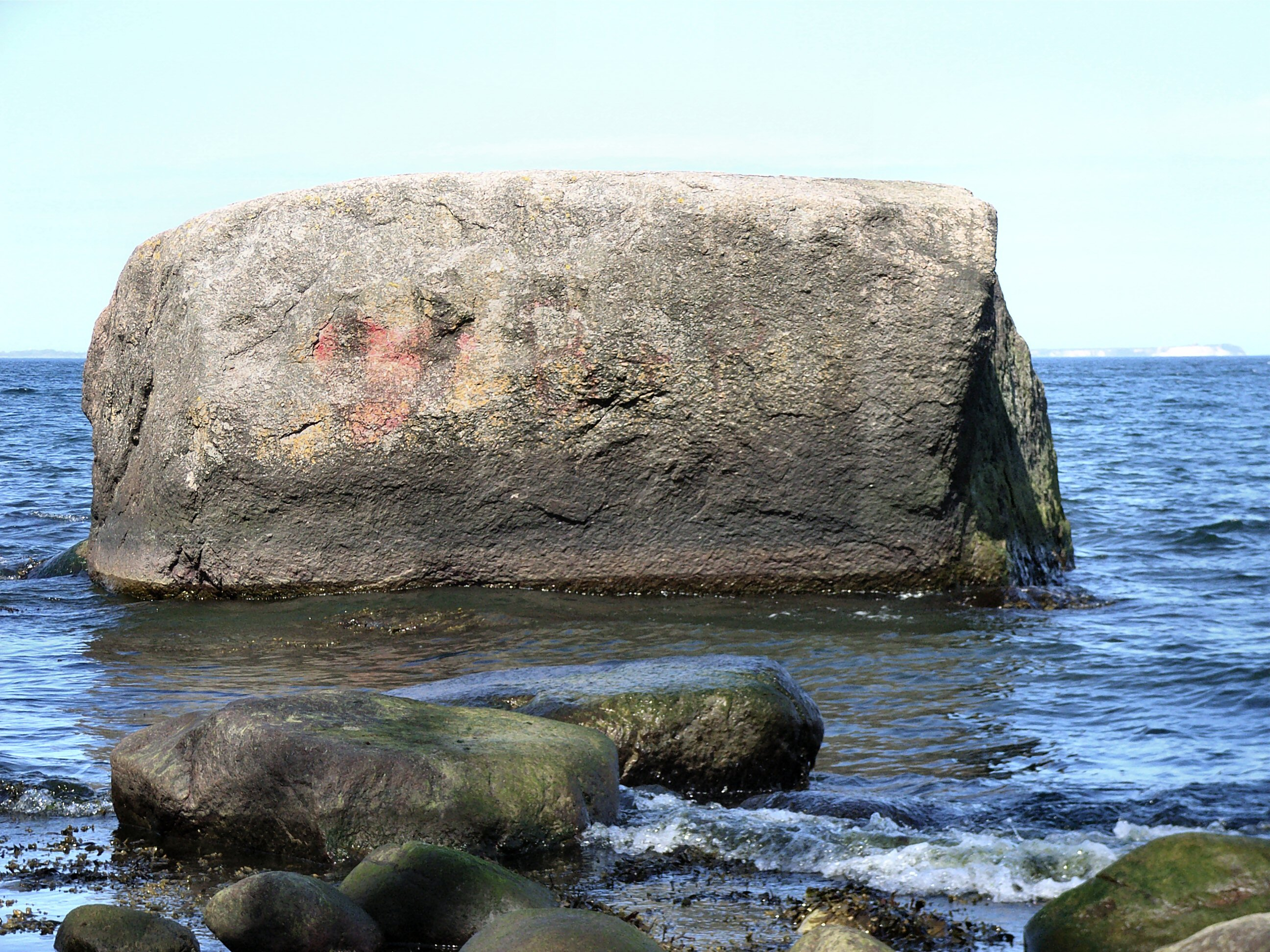
Der Findling bei Blandow

Der im unmittelbaren Uferbereich nordöstlich der Ortschaft Blandow bei Lohme gelegene Findling Blandow ist der drittgrößte bekannte Findling auf der Insel Rügen in Mecklenburg-Vorpommern. Der aus präkambrischem Karlshamn-Granit bestehende Findling wurde 1999 als Geotop erfasst. Der Monzogranit stammt aus dem südöstlichen Schweden und ist durch charakteristische rötliche Orthoklase gekennzeichnet.
Der rund 175 Tonnen schwere Findling hat ein Volumen von 65 m³ und ist 8 Meter lang, 5 Meter breit und 3,1 Meter hoch und liegt am Blockstrand etwa 15 Meter vor der Küste und 400 Meter östlich des Mühlengrundes.
Die Findlinge vor der Küste Rügens sind während der letzten Eiszeit im Pleistozän mit den Gletschern aus Skandinavien nach Norddeutschland transportiert worden.